# Saint-Antoine (Gers)
 Saint-Antoine  es una población y comuna francesa, ubicada en la región de Mediodía-Pirineos, departamento de Gers, en el distrito de Condom y cantón de Miradoux.
Forma parte de la via Podiensis del Camino de Santiago.

## Demografía
| 201 | 190 | 155 | 181 | 166 | 174 |
| Para los censos de 1962 a 1999 la población legal corresponde a la población sin duplicidades (Fuente: INSEE [Consultar]) |     |     |     |     |     |